# Соколи (Перекопський район)
Со́коли (до 1948 року — Ойфганг їд. ויפגאַנג, крим. Oyfğanğ; раніше — Аманша́, крим. Amanşa) — село Перекопського району Автономної Республіки Крим.
Розташоване на південному заході району.
Відстань від райцентру до населеного пункта становить 45 кілометрів по прямій.

## Історія
Село з'явилося у 1930-х роках як Єврейська переселенська ділянка № 73, або Аманша Єврейська.
До 1934 року отримало назву Ойфганг (їд. ויפגאַנג, «Сходження»), також зустрічаються варіанти Он-Франг та Ойфгонг.
Під час Другої світової війни частина єврейського населення села була евакуйована, з тих, що залишилися під німецькою окупацією, більшість розстріляно.
18 травня 1948 року Указом Президії Верховної Ради РРФСР Ойфгонг перейменували на Соколи.
За даними перепису 1989 року у селі проживало 266 осіб.

## Населення
За даними перепису 2001 року населення села становило 264 особи, з них 41,67 % зазначили рідною російську мову, 30,68 % — українську, 25,38 % — кримськотатарську, а 2,27 % — білоруську.